# Danh sách lãnh tụ Liên Xô
Đây là danh sách lãnh tụ Liên Xô, gồm những người từng nắm quyền lực tối cao ở Liên Xô. Thực tế đó là những người đứng đầu Ủy ban Trung ương Đảng Cộng sản Liên Xô.
Cơ cấu quyền lực ở Liên Xô có ba nhánh chính, dẫn đến 3 vị trí cao nhất.
Đứng đầu nhánh hành pháp (chính phủ) là Chủ tịch Hội đồng Bộ trưởng (Thủ tướng). Thời Lenin chức vụ này, lúc đó gọi là Chủ tịch Hội đồng Dân uỷ, là vị trí số 1 vì thực chất Lenin (Chủ tịch Hội đồng dân ủy) là lãnh tụ đảng Bolshevik từ khởi thủy.
Chức vụ Tổng bí thư Đảng Cộng sản Liên Xô được lập ra tháng 4 năm 1922 nhưng sau khi Lenin qua đời mới trở thành quan trọng nhất. (Trong khoảng từ 1952 đến tháng 4 năm 1966, chức vụ này được gọi là Bí thư thứ nhất.) Vị trí đó đã tạo điều kiện cho Stalin tiêu diệt "đội cận vệ già", trục xuất Lev Davidovich Trotsky (Лев Давидович Троцкий) và thâu tóm quyền lực vô hạn. Về sau ông được xưng tụng là "lãnh tụ dân tộc" thì thậm chí không dùng danh hiệu Tổng bí thư nữa . Về mặt chính quyền, Stalin giữ chức Chủ tịch Hội đồng Bộ trưởng, vì thế khi Stalin chết, Malenkov thay ông ở chức vụ này, lúc đầu được xem là lãnh tụ mới. Malenkov giữ chức này đến tận 1955, nhưng thực tế từ tháng 9 năm 1953 thực quyền về tay Khruschov. Trước đó Lavrenty Pavlovich Beria (Лаврентий Павлович Берия, bộ trưởng nội vụ do Stalin cất nhắc) cố gắng tập trung quyền lực trong đảng, nhưng Khruschov cầm đầu phe chống lại, bắt giữ Beria (tháng 6 năm 1953), và do đó nắm được quyền lãnh đạo tối cao, khẳng định vị trí số 1 của chức vụ Bí thư thứ nhất. Chức vụ Chủ tịch Hội đồng Bộ trưởng không còn là quan trọng nhất nữa, mặc dù từ tháng 3 năm 1958 Khruschev cũng kiêm luôn chức này.
Về mặt pháp lý thì nguyên thủ quốc gia do Chủ tịch Đoàn chủ tịch Xô viết Tối cao Liên Xô đảm nhiệm, sau là Chủ tịch Xô viết Tối cao Liên Xô (phương Tây gọi một cách không chính thức là Chủ tịch Liên Xô). Trên lý thuyết đó là vị trí cao nhất, do lẽ Xô viết Tối cao là quốc hội, tức cơ quan quyền lực cao nhất của nhân dân, theo Hiến pháp Liên Xô. Từ Brezhnev trở đi, các Tổng bí thư kiêm chức vụ này, tức vừa có thực quyền số 1, vừa là nguyên thủ chính thức.
Ngày 14 tháng 3 năm 1990, Đại hội Đại biểu Nhân dân (mới bầu ra năm 1989) bỏ phiếu chấm dứt sự kiểm soát của Đảng Cộng sản trên chính quyền và bầu Gorbachov làm Tổng thống Liên Xô. Chức vụ này trở thành nguyên thủ, từ đó Chủ tịch Xô viết Tối cao chỉ còn là chủ tịch quốc hội, đứng đầu nhánh lập pháp. 
Việc lãnh tụ Đảng Cộng sản thường kiêm giữ một vị trí khác khiến phương Tây hay nhầm lẫn về nhân vật số 1 của Liên Xô: Lenin, Stalin, Malenkov và Khrushchov kiêm chức thủ tướng, còn Brezhnev và những người kế nhiệm kiêm chức chủ tịch.
1. ^  Stalin không dùng danh hiệu Tổng bí thư nữa mà chỉ ký "I. Stalin, bí thư", tỏ ra rằng tên của ông có sức nặng hơn tính từ "tổng".
2. ^  Trước kia, Xô viết Tối cao Liên Xô họp xuân thu nhị kỳ (gần như Quốc hội Việt Nam bây giờ), Đoàn chủ tịch Xô viết Tối cao họp thường xuyên (như Ủy ban Thường vụ Quốc hội VN). Năm 1989, Liên Xô bầu quốc hội gọi là Đại hội Đại biểu Nhân dân thì Xô viết Tối cao đóng vai trò như Đoàn chủ tịch hồi trước (bỏ Đoàn chủ tịch).
3. ^  Năm 1922 mới thành lập Liên bang Cộng hoà Xã hội chủ nghĩa Xô viết. Từ 1918 đến 1922 tiền thân của nó là Cộng hoà Xã hội chủ nghĩa Xô viết Liên bang Nga (sau năm 1922 CHXHCNXVLB Nga là một trong 15 nước cộng hoà trong Liên bang Xô viết). Từ Cách mạng tháng Hai năm 1917 quốc gia này là nước Cộng hoà Nga, nhưng sau Cách mạng tháng Mười thì thường được gọi là nước Nga Xô viết.

## Lãnh tụ các quốc gia hậu-Xô viết
Về lãnh tụ của 15 quốc gia độc lập tách ra từ Liên bang Xô viết, xin xem các mục từ sau:
- Armenia - Tổng thống Armenia
- Azerbaijan - Tổng thống Azerbaijan
- Belarus - Tổng thống Belarus
- Estonia - Tổng thống Estonia
- Gruzia - Tổng thống Gruzia
- Kazakhstan - Tổng thống Kazakhstan
- Kyrgyzstan - Tổng thống Kyrgyzstan
- Latvia - Tổng thống Latvia
- Litva - Tổng thống Litva
- Moldova - Tổng thống Moldova
- Nga - Tổng thống Nga
- Tajikistan - Tổng thống Tajikistan
- Turkmenistan - Tổng thống Turkmenistan
- Ukraina - Tổng thống Ukraina
- Uzbekistan - Tổng thống Uzbekistan